# 花田侑樹
花田侑樹（日语：／ Hanada Yuki，2003年6月25日—）是日本廣島縣山縣郡北廣島町出身的職業棒球選手，司職投手，效力於日本職棒讀賣巨人。

## 個人情報

### 背號
- 63（2022年）
- 063（2023年 - ）

## 外部連結
- 花田侑樹在日本職棒（英语）